# Sedlešovice
Sedlešovice (německy Edelspitz) je severní část obce Nový Šaldorf-Sedlešovice v okrese Znojmo. Je zde evidováno 373 adres. Trvale zde žije 330 obyvatel.
Sedlešovice je také název katastrálního území o rozloze 4,2 km2.

## Historie

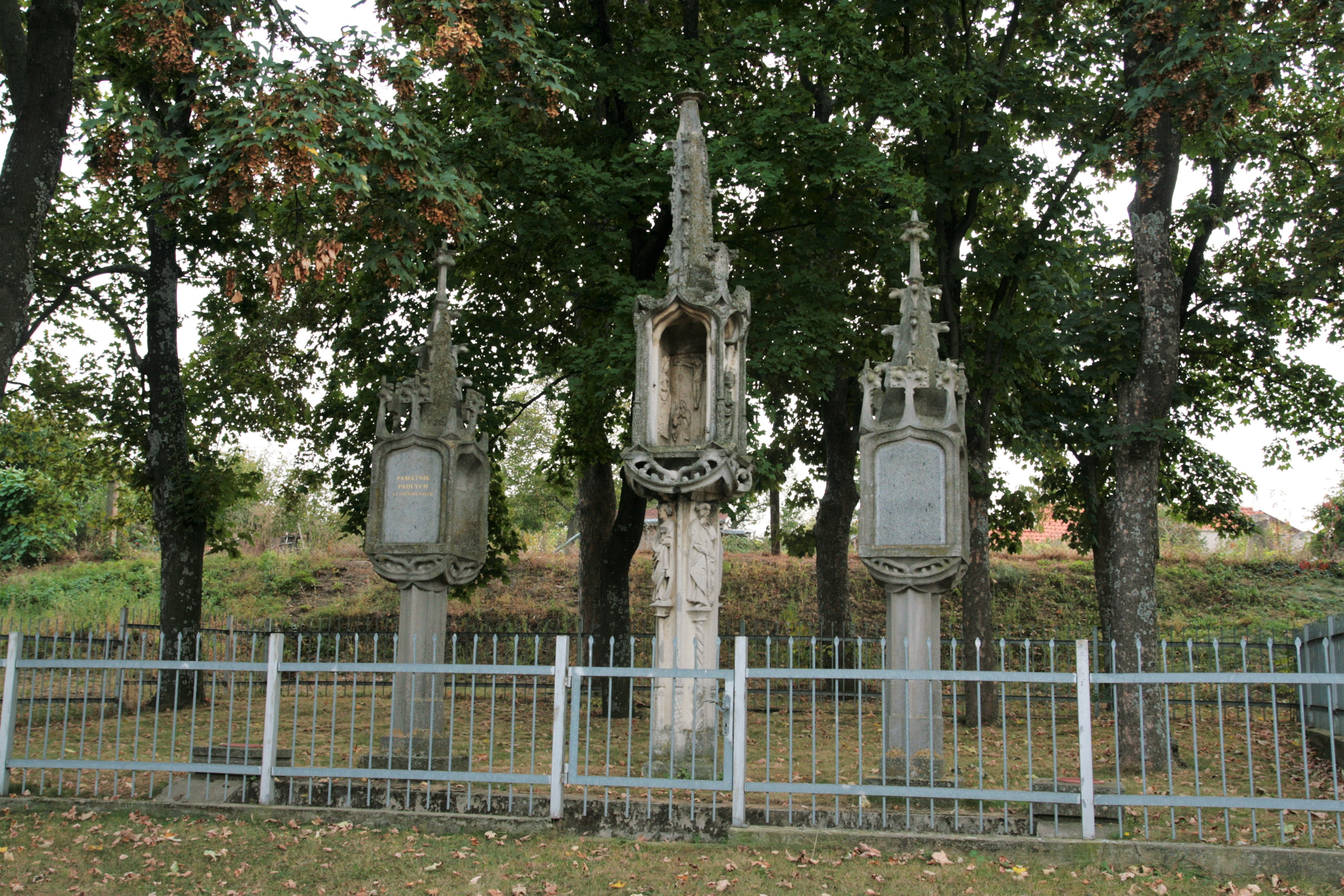
Gotická a novogotická boží muka

První písemná zmínka o vsi pochází z roku 1190.
Po vzniku obecního zřízení v roce 1850 byly Sedlešovice samostatnou obcí, v letech 1938–1945 a 1976–1991 byly součástí Znojma. Od 1. ledna 1992 jsou částí obce Nový Šaldorf-Sedlešovice.
Do roku 1920 byla součástí Sedlešovic i osada Louka na levém břehu Dyje s Louckým klášterem, která je od té doby součástí města Znojma.

## Pamětihodnosti
- Výklenková kaplička - poklona
- Trojice božích muk
- Kaplička při čp. 78
- Výklenková kaplička - poklona u lesní cesty na Kraví horu